# Коле Аја I (Кјети)
Коле Аја I (итал. Colle Aia I) је насеље у Италији у округу Кјети, региону Абруцо.
Према процени из 2011. у насељу је живело 14 становника. Насеље се налази на надморској висини од 264 м.